# Сельфосс
Сельфо́сс — місто на півдні Ісландії на берегах річки Олфусау. амуніципалітету Аурборг. Кільцева дорога (ісл. Hringvegur) перетинає місто на своєму шляху між Квераґерді і Гетлою. Сельфосс — осередок торгівлі й малої промисловості, з населенням близько 7000 жителів.

## Історія
Сельфосс був заселений через Торіра Аусасона зразу ж по 1000 р.; однак, ісландські саги згадують, що Інгольф Арнарсон був тут протягом зими 873-74 рр під горою Інґольф'ятль на захід від Олфусау.
Влітку 1891, завдяки лобіюваню Тріґві Гюннарссона, члена Алтингу, було споруджено перший підвісний міст через Олфусау. Це було одним з найбільших проектів інфрастуктури Ісландії. Міст зробив місто логічним центром для послуг для оточуючого сільськогосподарського регіону. Сучасний міст було збудовано у 1945 році після того як первинна структура розвалилася.
У 1900 в Сельфоссі було лише 40 жителів, а до 2006 населення сягнуло 6000.
В 1930 були відкриті молочарня Мйолькурбу Флоаманна (Mjólkurbú Flóamanna) і універмаг Аурнесінґа. Ці дві фірми були головними роботодавцями на цих теренах протягом десятиліть. Протягом Другої Світової Війни британці розмістили війська в Сельфоссі для охорони стратегічного моста.
Див. мапу Сельфосс

## Сьогодення
Сьогодні, з ефективнішим транспортом, місто є досить близьким до агломерації Рейк'явіка і передбачається, що воно зростатиме у наступні роки, так як підприємства та жителі переїздитимуть сюди через нижчі ціни на нерухомість.

## Назва
Хоча назва міста включає слово «водоспад» (фосс), в місті немає жодного водоспаду.

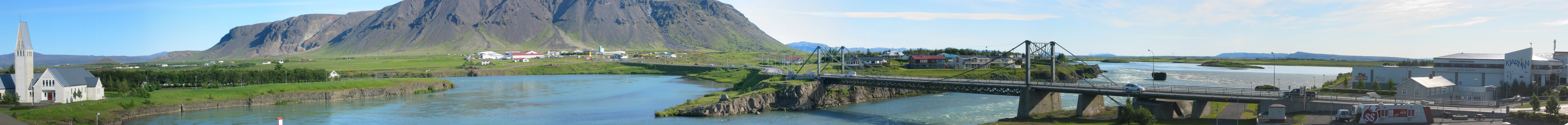
Панорама мосту через Ольфусау в Сельфоссі